# Harri Tiido

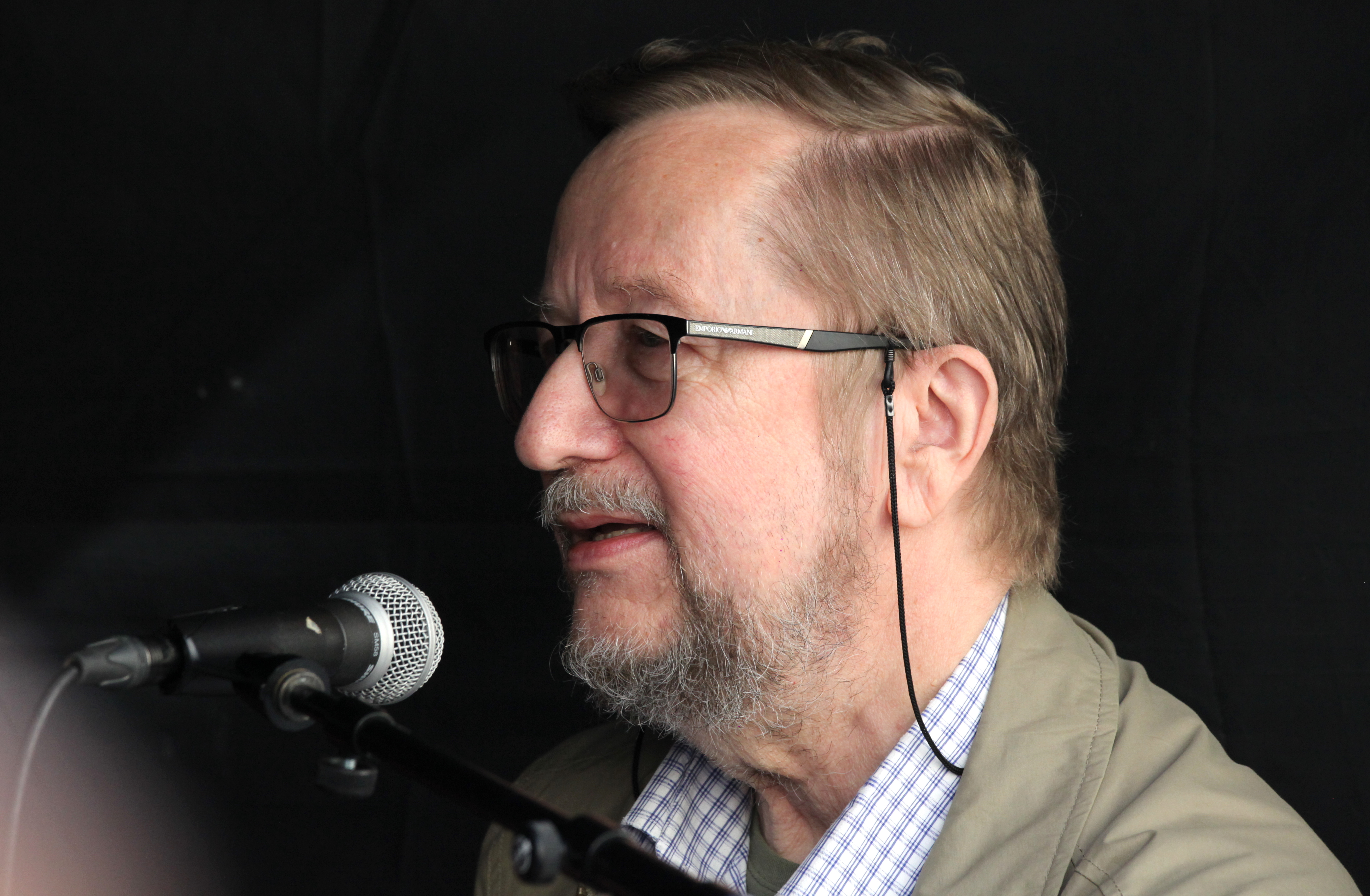
Harri Tiido (2021)

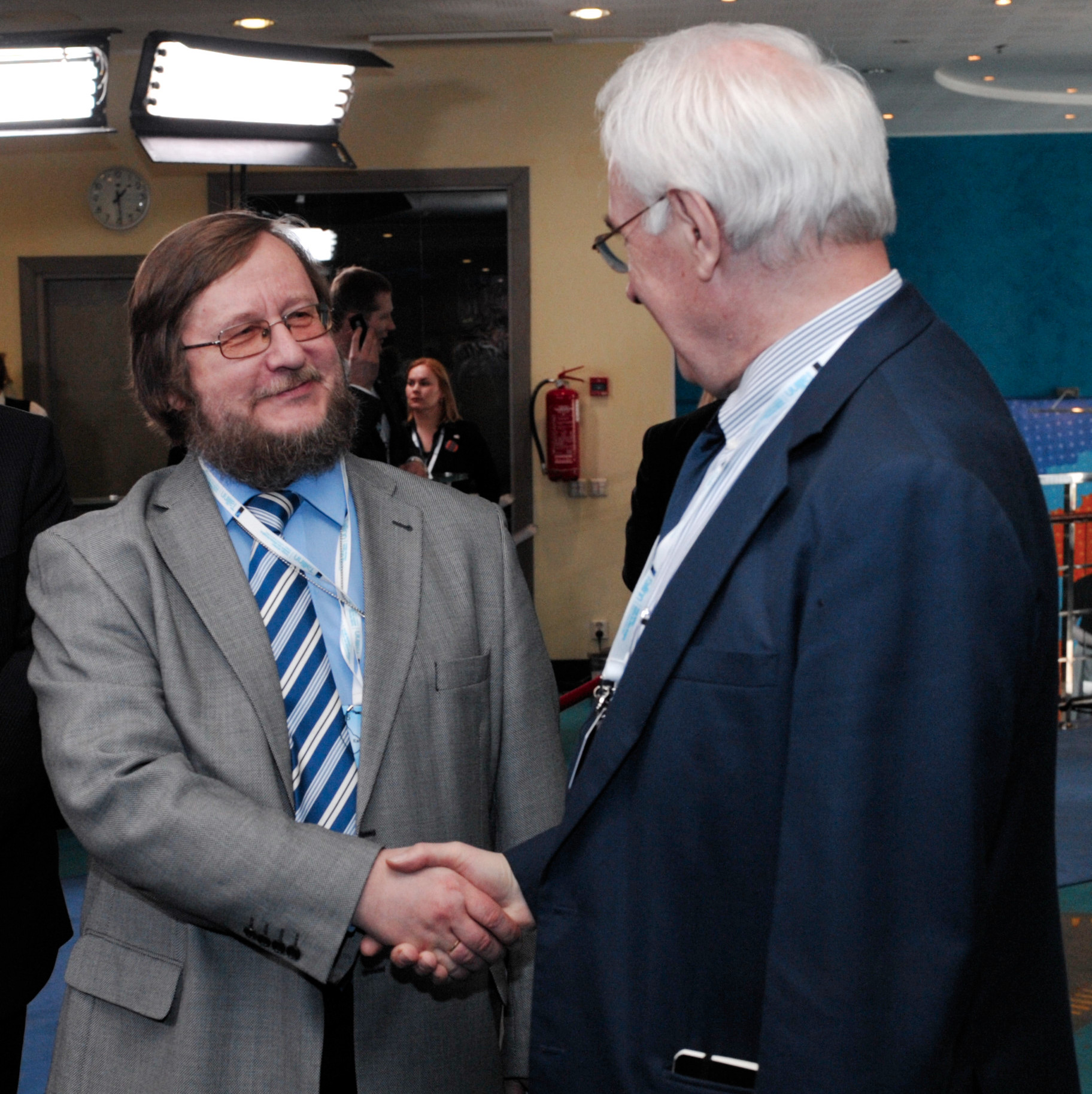
Harri Tiido (links). Aufnahme aus dem Jahr 2009.

Harri Tiido (* 8. Oktober 1953 in Jõhvi) ist ein estnischer Journalist und Diplomat.

## Leben
Tiido schloss 1971 die Schule in Tallinn ab. Anschließend studierte er Anglistik an der Universität Tartu. Nach Beendigung seines Studiums begann er 1980 als Journalist für Eesti Raadio und später für Kuku Raadio zu arbeiten. Von 1996 bis 1997 war Tiido ebenfalls für Voice of America tätig. Von 1997 bis 2000 war er Chefredakteur bei Kuku Raadio.
2000 wurde Tiido Unterstaatssekretär für Sicherheitspolitik im estnischen Außenministerium und blieb dies bis 2003, als er estnischer Botschafter bei der NATO wurde. 2007 wurde er von Jüri Luik in diesem Posten abgelöst.
März 2008 wurde er als erster estnischer Botschafter in Afghanistan akkreditiert. Er residierte in Tallinn. Diesen Posten hatte er bis 2011 inne.
Von 2011 bis 2014 war Harri Tiido stellvertretender estnischer Botschafter bei der Europäischen Union. Von 2014 bis 2018 amtierte er als estnischer Botschafter in Polen. 2018 wurde er estnischer Botschafter in Finnland. Ende Juli 2020 trat er von seinem Posten zurück. Als Begründung gab er neben seinem Alter Meinungsverschiedenheiten mit der estnischen Regierung an, der die rechtspolitische Partei EKRE als Juniorpartner angehört. Sie sei für die Verschlechterung der estnisch-finnischen Beziehungen verantwortlich. Der damalige Vorsitzende der EKRE und Innenminister Mart Helme hatte Ende 2019 die Kompetenz der finnischen Ministerpräsidentin Sanna Marin in spöttischen Worten in Frage gestellt, ein anschließendes Misstrauensvotum im Parlament aber überstanden.
Harri Tiido ist verheiratet und hat eine Tochter. Er spricht Englisch, Finnisch und Russisch.